# 細鱗壯鱈
細鱗壯鱈（學名：Albatrossia pectoralis）為輻鰭魚綱鱈形目鼠尾鱈科的其中一種。分布於北太平洋區，從鄂霍次克海、白令海至加利福尼亞灣海域，屬深海底棲性魚類，棲息深度在140-3500公尺，體長可達210公分，為北太平洋大陸坡上的頂級掠食者，主要獵物為八腕魷和吸血烏賊，另外也以其他頭足類、甲殼類、片腳類、棘皮動物、櫛水母等為食。可做為食用魚，多半以「深海鱈魚」名稱販售，但是肉質軟爛含水量高，蛋白質含量則很低。

## 扩展阅读
維基物種上的相關：細鱗壯鱈